# Добриян, Михаил Борисович
Михаи́л Бори́сович Добрия́н, (26 июня 1947 — 16 ноября 2013) — советский и российский учёный, конструктор. Кандидат технических наук. Окончил Фрунзенский политехнический институт по специальности инженер-электромеханик. В системе Института космических исследований (ИКИ РАН) работал с 1966 года. Прошёл путь от техника-конструктора Особого конструкторского бюро ИКИ АН СССР в городе Фрунзе до руководителя Специального конструкторского бюро космического приборостроения в городе Тарусе.
Более двадцати пяти лет руководил СКБ КП ИКИ РАН (до 1986 года — Тарусское подразделение ИКИ). Участвовал в реализации ряда космических программ: главный конструктор международного проекта «Гамма-1» по разработке систем гамма-телескопа, участвовал в создании научной космической аппаратуры для спутников серии «Прогноз», проектов ВЕГА, Гранат. В СКБ КП велась разработка и изготовление аппаратуры для астрофизических обсерваторий Гранат и Фобос, военной авиации.
Михаил Борисович был главой муниципального образования Тарусского района Калужской области.

## Премии и награды
За успешное ведение научно-исследовательских и опытно-конструкторских работ, Михаил Борисович Добриян награждён: орденом Ленина, орденом Трудового Красного Знамени, медалью ордена «За заслуги перед Отечеством» II степени, юбилейной медалью «За доблестный труд» («За воинскую доблесть»), золотой памятной медалью имени С. П. Королёва, имеет почётное звание — Заслуженный создатель космической техники, почётный гражданин города Тарусы. 11 июля 2014 года в день 768-летия города Тарусы проезд Советский был переименован в улицу имени М. Б. Добрияна, на которой, в его честь, установлена памятная стелла. Скульптор: Елена Гаршина, ученица художника Н.Б. Никогосяна, архитектор: Андрей Чельцов, мозаичист: Marco Bravura, реализация проекта: Исмаил Ахметов..